# Białko zapalne makrofagów
Białko zapalne makrofagów (MIP, od ang. Macrophage Inflammatory Protein) – białka należące do rodziny chemotaktycznych cytokin, nazywanych chemokinami. 
U ludzi istnieją dwie główne formy MIP, tj.: MIP-1α i MIP-1β, noszą także synonimiczne nazwy, odpowiednio CCL3 i CCL4. Są produkowane przez wiele komórek, głównie przez aktywowane monocyty/makrofagi, komórki dendrytyczne oraz limfocyty T CD8+ w odpowiedzi na stymulację antygenową endotoksynami bakteryjnymi. 
MIP odgrywają kluczową rolę w odpowiedzi immunologicznej na infekcje i stany zapalne. Aktywują granulocyty (neutrofile, eozynofile, bazofile) w procesach zapalnych. 
Poza tym indukują syntezę i uwalnianie innych prozapalnych cytokin, takich jak interleukina 1 (IL-1), interleukina 6 (IL-6) i TNF-α z fibroblastów i makrofagów.
MIP-1 są najlepiej znane ze swoich efektów chemotaktycznych i prozapalnych, ale mogą również promować homeostazę.
Geny CCL3 i CCL4 kodujące MIP-11α i MIP-1β, znajdują się na ludzkim chromosomie 17.